# کبریت ممتاز
شرکت کبریت ممتاز از نخستین تولیدکنندگان کبریت در ایران و عرضه‌کنندهٔ کبریت‌هایی با نام تجاری ممتاز، ستاره ممتاز و مشکین است.
محمدرحیم خویی و برادرزاده‌اش محمدباقر در سال ۱۳۰۰ خورشیدی شرکت کبریت‌سازی را تأسیس و از دولت درخواست کردند که امتیاز انحصاری واردات و تولید کبریت را در سراسر ایران به مدت پانزده سال به آنها بدهد. هیئت وزیران با اعطای این امتیاز فقط در حدود آذربایجان و در صورت تصویب مجلس موافقت کرد و پس از عقد قراردادی یازده ماده ای با آن دو، ماده واحده ای برای درخواست این امتیاز به مجلس برد. کمیسیون فوائد عامه مجلس، مدت درخواستی پانزده سال را به ده سال کاهش داد و لایحه اعطای امتیاز در پانزدهم دی ۱۳۰۰ به تصویب مجلس رسید.
بنابر قرارداد، در طول مدت امتیاز، اشخاص دیگر از وارد کردن کبریت به استانهای آذربایجان غربی و شرقی و خرید و فروش آن ممنوع می‌شدند، صاحب امتیاز متعهد می‌شد ظرف پنج سال، نیاز آذربایجان را به کبریت کاملاً رفع کند وگرنه امتیاز لغو می‌شد، ماشین‌آلاتی که برای کارخانه کبریت سازی وارد می‌کردند از عوارض گمرکی معاف و کارخانه تا ده سال از مالیات معاف می‌شد. صاحبان امتیاز حق فروش کارخانه را به اتباع بیگانه نداشتند اما فروش کارخانه به اتباع ایرانی با اطلاع قبلی وزارت فوائد عامه جایز بود. هزینه تأسیس کارخانه یکصد و پنجاه هزار تومان برآورد شد.
شرکت ممتاز ماشین‌آلات نیمه اتوماتیک از آلمان خریداری کرد اما حمل این ماشین آلات در سال ۱۳۰۳ با مشکلات و صرف هزینه‌های زیادی از راه ترکیه انجام گرفت. سال بعد، برادران خویی در محله باغمیشه تبریز کارخانه خود را احداث و تولید انبوه کبریت را آغاز کردند.
این کارخانه در آن زمان با ماشین‌آلات تازه‌ای که از اروپا وارد کرده بود، در سطح کارخانه‌های اروپایی بود اما هزینه تولیدش بیش از کارخانه‌های اروپایی بود و به همین دلیل در رقابت با کارخانه‌های اروپایی که تولیدات خود را به صورت انبوه و ارزانتر به ایران صادر می‌کردند، با مشکل جدی روبرو بود. هر دوجین قوطی کبریت ممتاز تبریز در آن زمان ده شاهی فروخته می‌شد، در حالی که بهای یک دوجین قوطی کبریت اروپایی شش شاهی بود.
برای حمایت از کارخانه و به پیشنهاد رضا افشار نماینده رضائیه مجلس شورای ملی در هفتم خرداد ۱۳۰۶ با تصویب ماده واحده‌ای، پانزده سال بر مدت امتیاز این کارخانه افزود و در تمام مدت امتیاز، محصولات، مواد خام و مایحتاج کارخانه را از پرداخت حقوق گمرکی و کرایه خط آهن آذربایجان و کشتیرانی دریاچه رضائیه معاف کرد.
معتصم‌السلطنه فرخ وزیر اقتصاد وقت کوشید امتیاز انحصار کبریت ممتاز را لغو کند و سرانجام پس از برکناری تیمورتاش موفق به لغو این انحصار شد. به گفته فرخ،  محمدباقر خوئی کوشید با دادن پانزده هزار تومان رشوه به او، جلو این تصمیم را بگیرد.
در سال ۱۳۴۰ به منظور استفاده بهینه از ضایعات چوب، کارخانه نئوپان از کشور آلمان خریداری و نصب شد که با تکمیل و تغییراتی در ماشین آلات هنوز فعال و در حال تولید است. در سال ۱۳۵۰ شرکت کبریت ستاره ممتاز در جوار کارخانه ممتاز قدیمی احداث و با خرید دو خط ماشین آلات تمام اتوماتیک و بسیار مدرن از شرکت آرنکو سوئد راه اندازی شد. محصولات کارخانه ستاره ممتاز که با نظارت شرکت کبریت سوئد تولید می‌شد، هم‌تراز کبریتهای اروپایی بود و تحولی در صنعت کبریت ایجاد کرد.
در سال ۱۳۵۷ با افزایش مصرف کبریت و نیاز بازار، سه خط دیگر از ماشین آلات تمام اتوماتیک ساخت سوئد خریداری و کلیه پنج خط مدرن در سال‌های جدیدالاحداث در محل فعلی کارخانه در ابتدای جاده تبریز - اهر نصب شد. این شرکت‌ها به جایگاه بزرگترین تولیدکننده کبریت در ایران رسیدند و توانستند اولین مُهر استاندارد را در این صنعت کسب کنند. بعد از انقلاب، این شرکت‌ها کارخانه ای در مشگین‌شهر احداث کردند که محصولات آن به نام کبریت مشکین تولید و به بازار عرضه می‌شود.

## موزه کبریت
شرکت ممتاز با جمع‌آوری ماشین‌آلات قدیمی کارخانه، کبریت های قدیمی، نگاره ها و اسناد و شجره خانواده خوئی موزه کبریت را احداث کرده و تبدیل به شناسنامه ای از تاریخ کبریت در ایران شده.

## نگارخانه

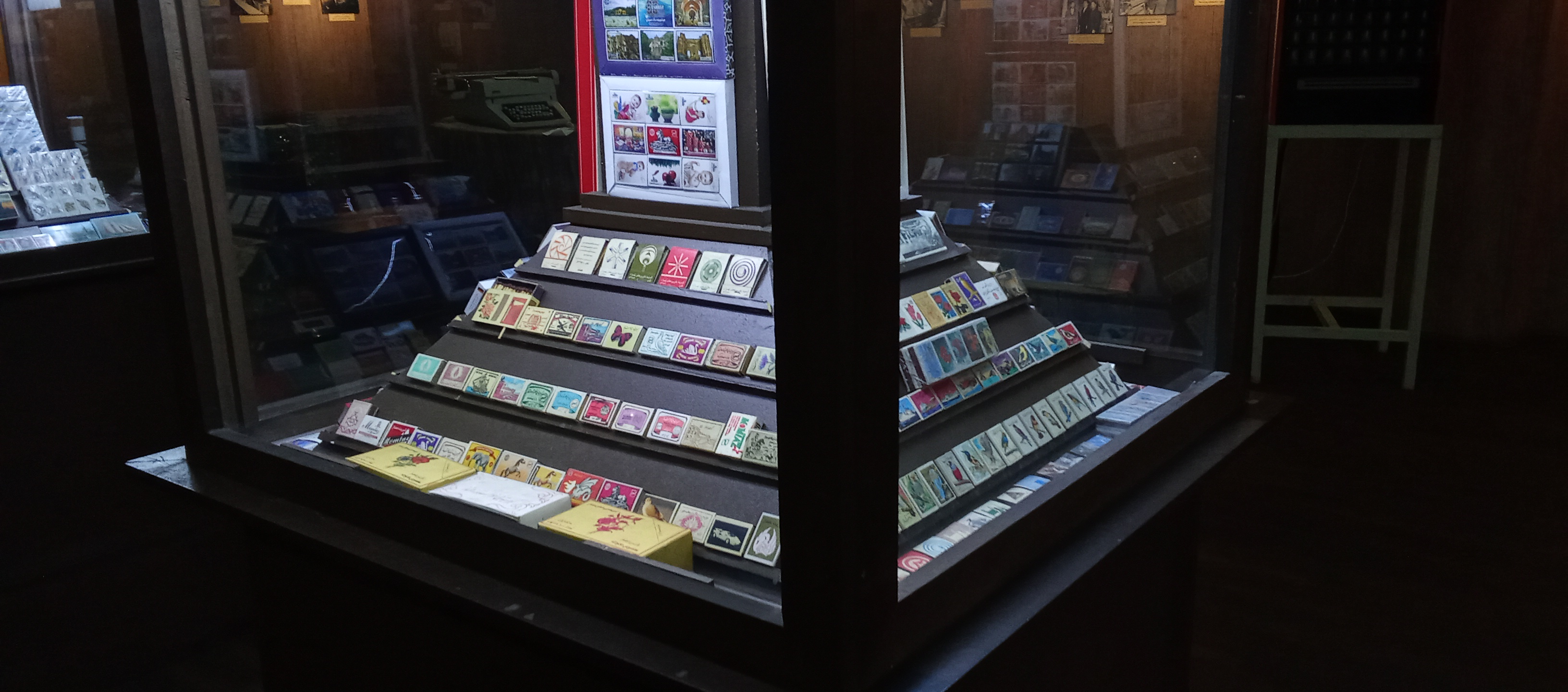
مجموعه کبریت قدیمی
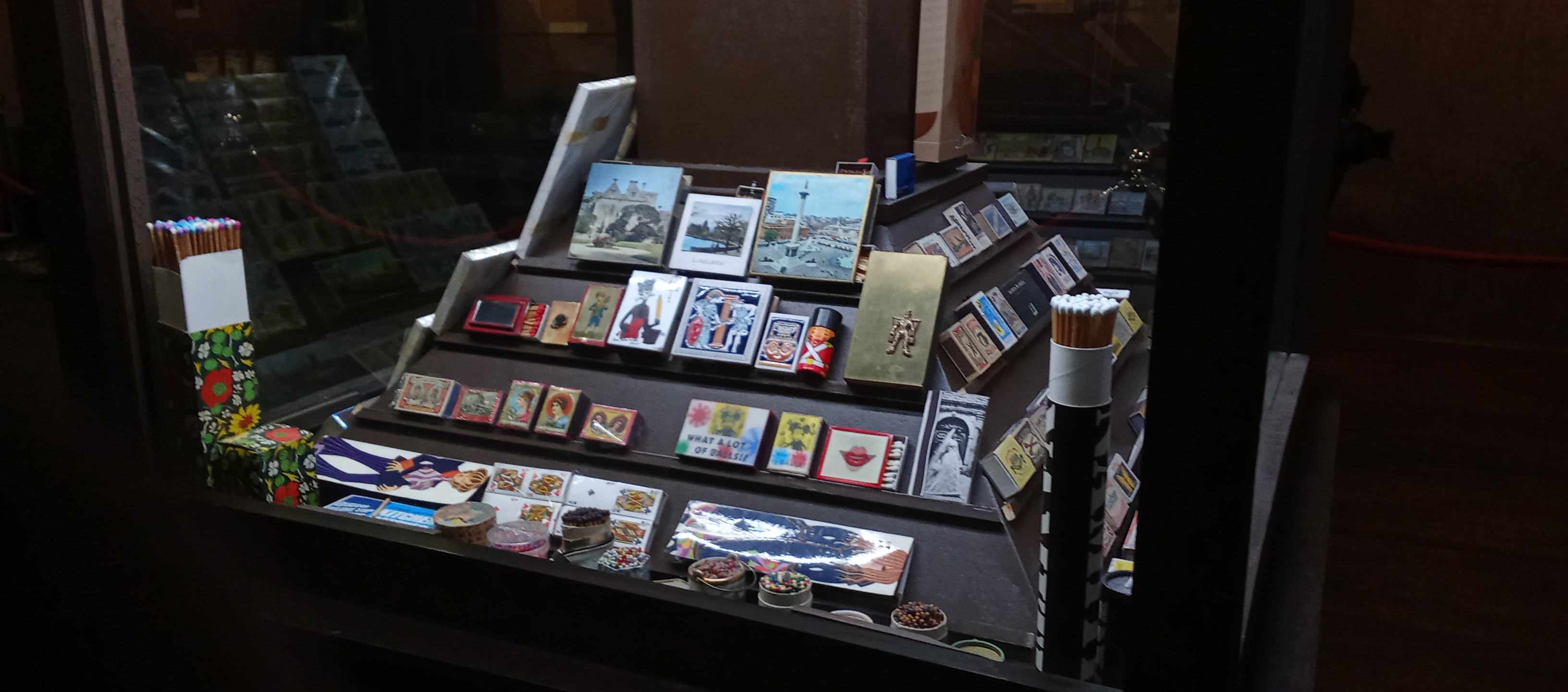
سری خارجی
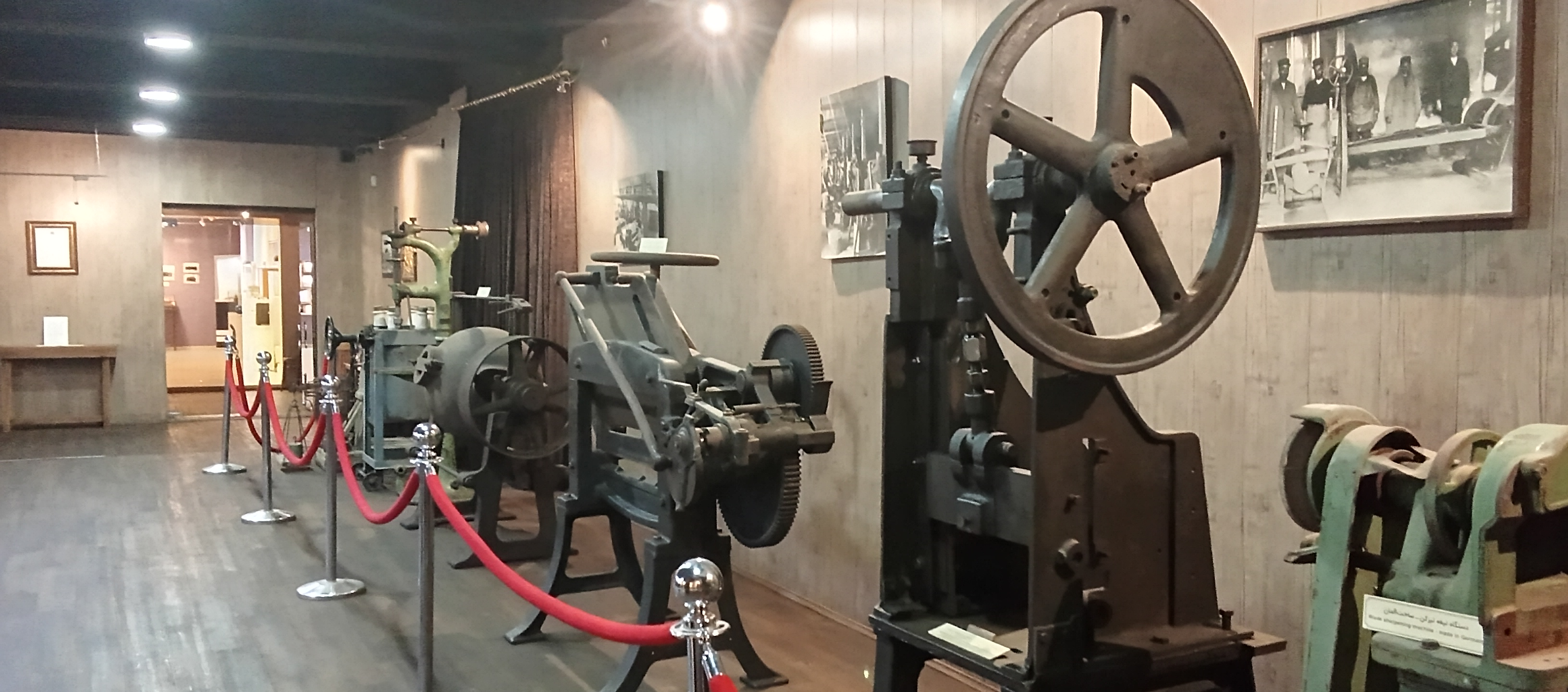
ماشین آلات قدیمی
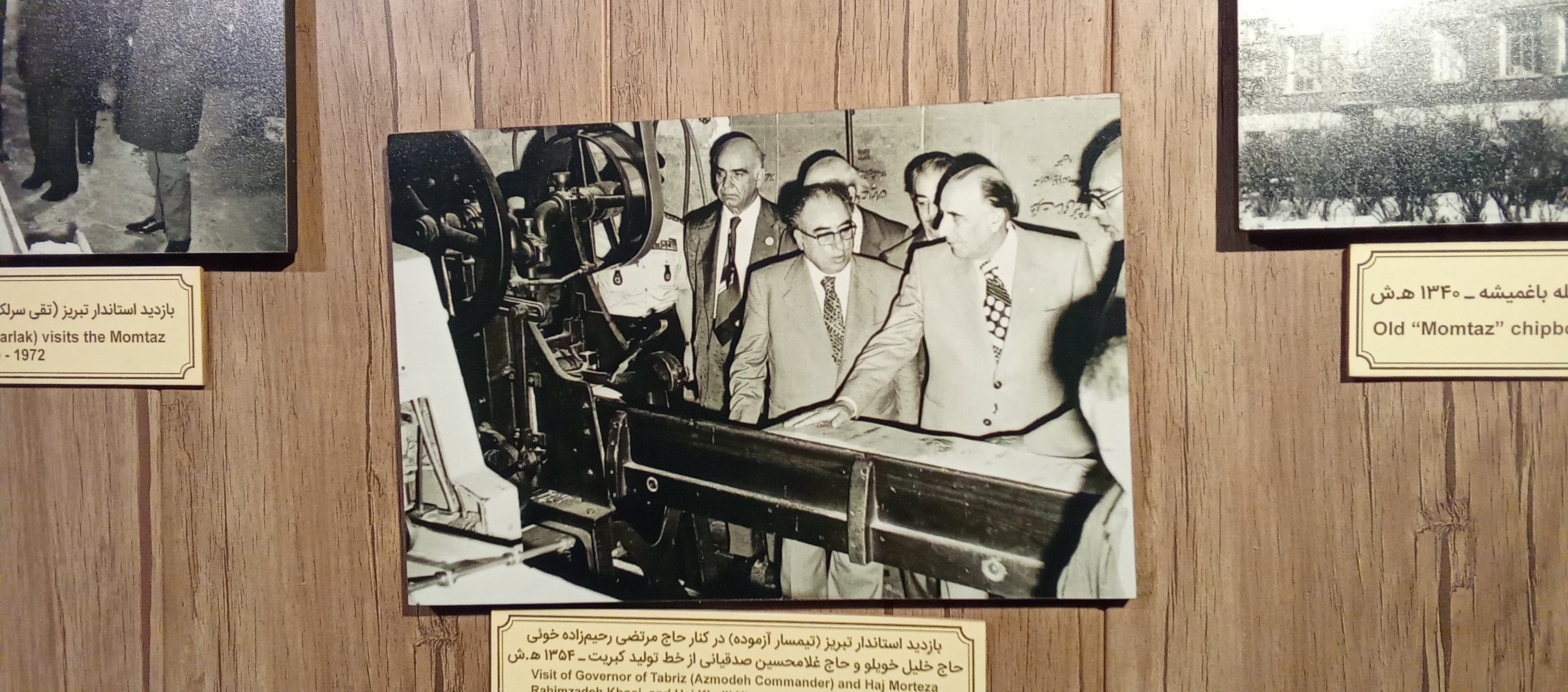
بازید امیرعباس هویدا از کارخانه
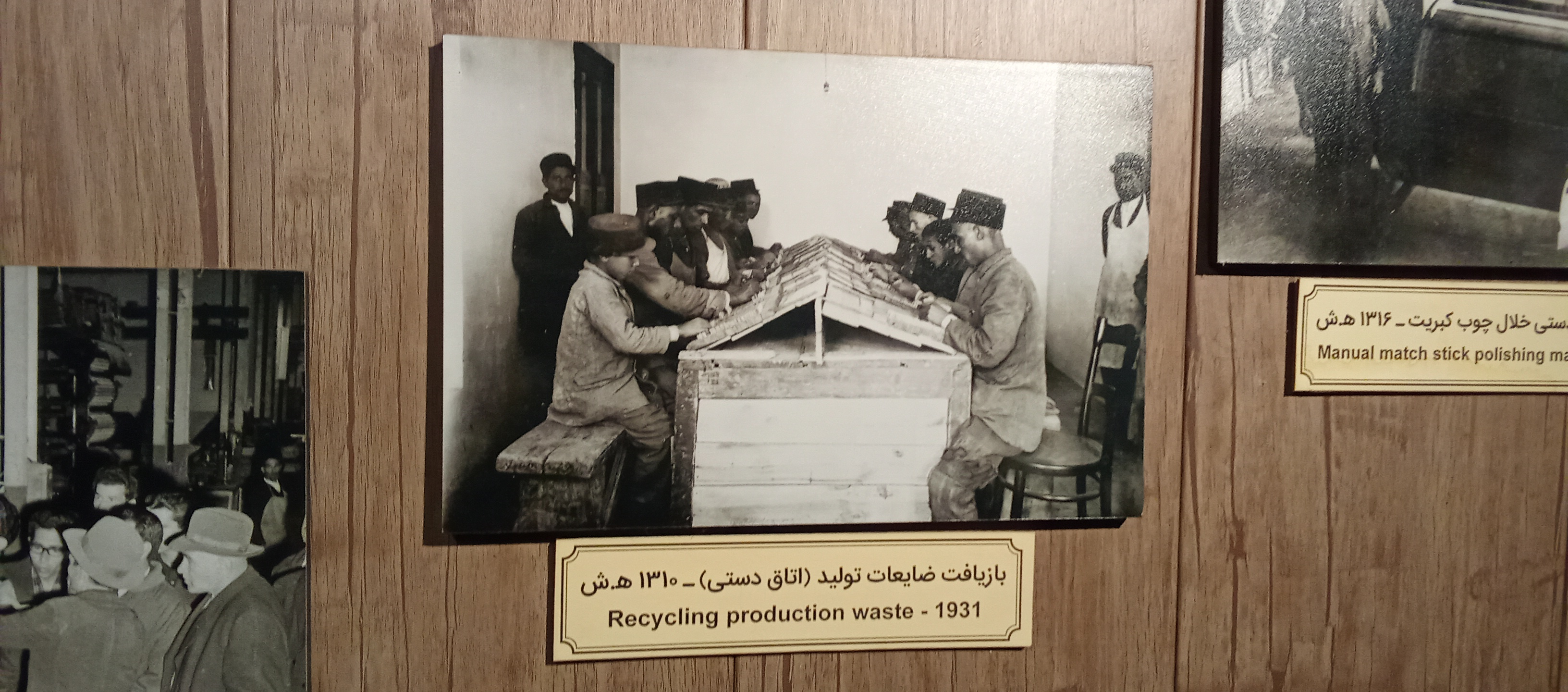
کودکان کار
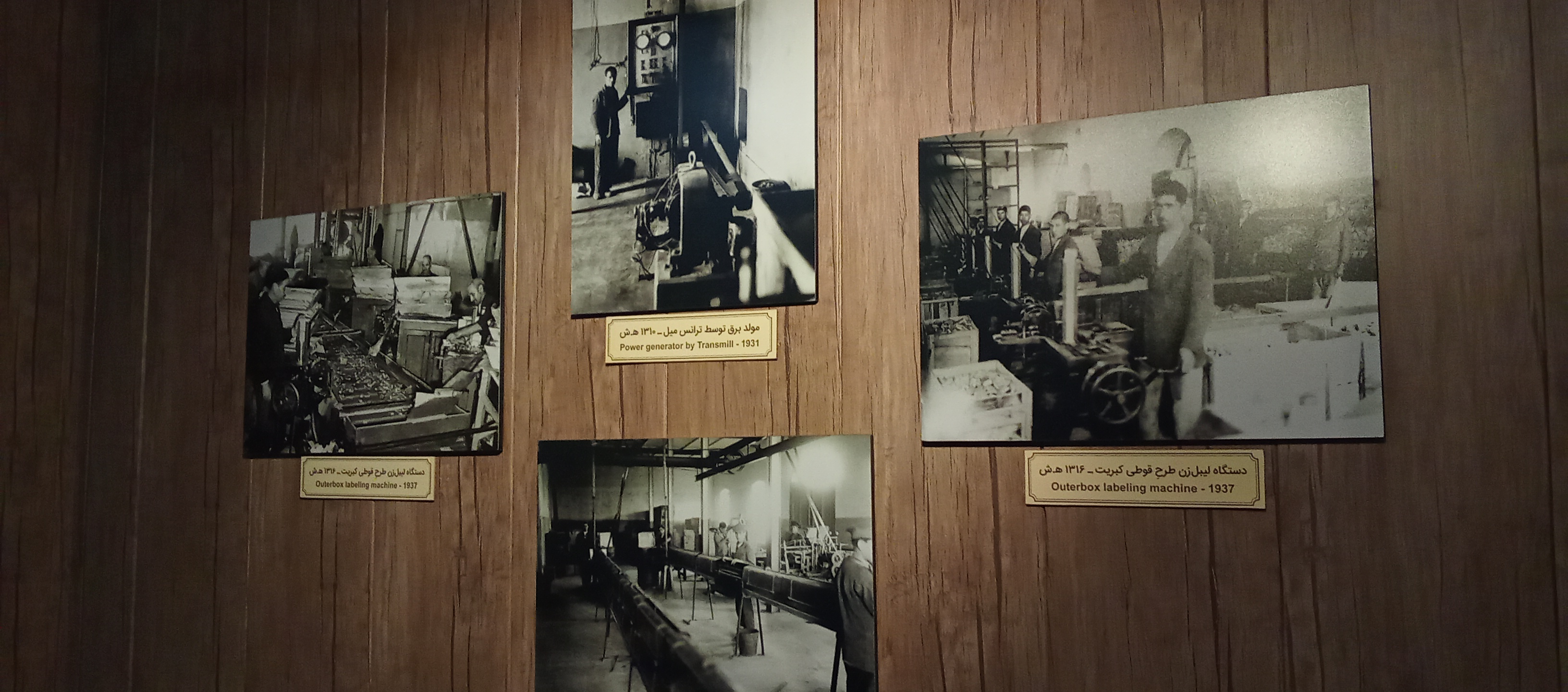
مجموعه نگاره ها
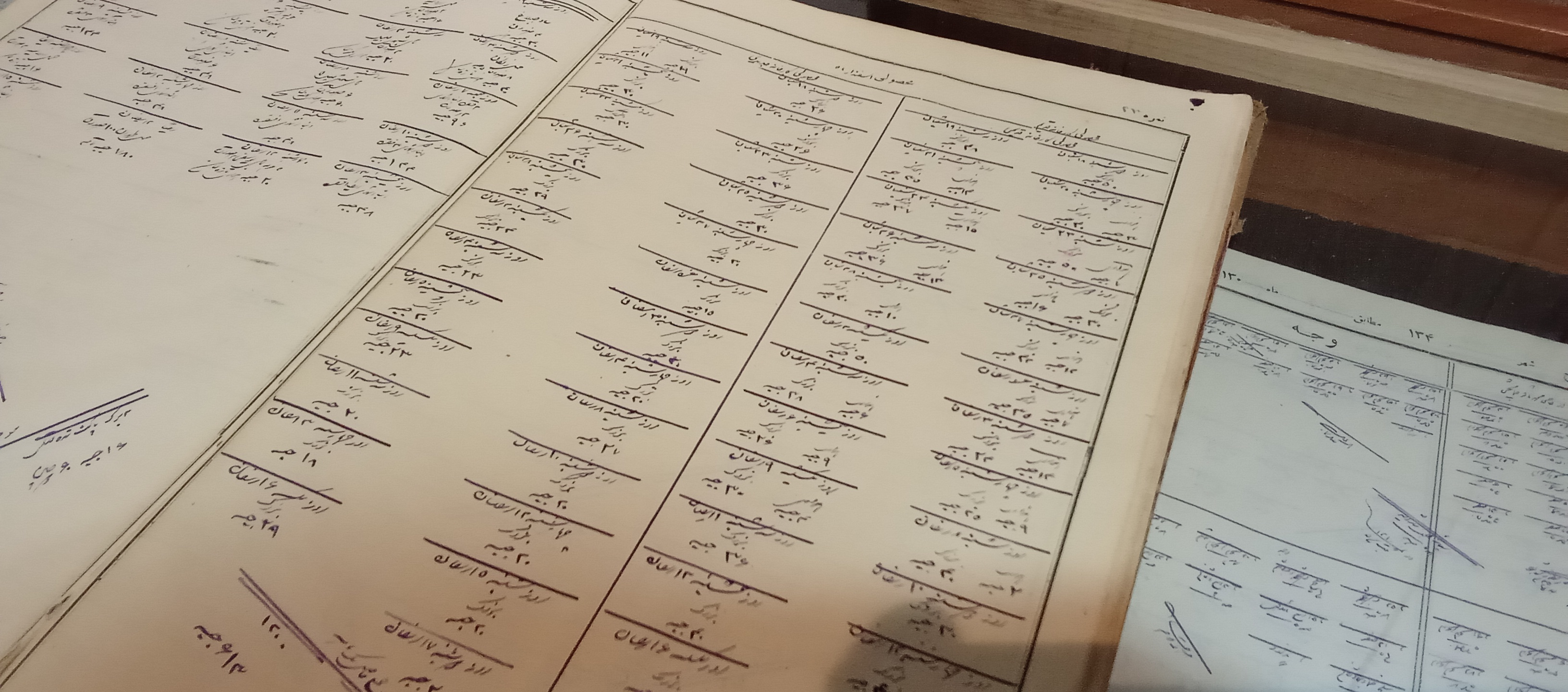
دفتر حسابداری به خط سیاق